# Transports dans la Creuse

Territoire rural et peu peuplé, éloigné des principaux axes de communication, le département français de la Creuse possède un réseau de transport peu développé. Les axes autoroutier et ferroviaire reliant Paris à Limoges et Toulouse passent à l'extrémité ouest du département, au niveau de La Souterraine. La préfecture Guéret est quant à elle située sur l'axe est-ouest longeant le Massif central côté nord, en déclin sur le plan ferroviaire (il n'existe plus de liaison directe Lyon-Bordeaux par Guéret) mais en croissance sur le plan routier (la Route Centre Europe Atlantique est désormais entièrement à 2x2 voies dans le département).

## Transport routier

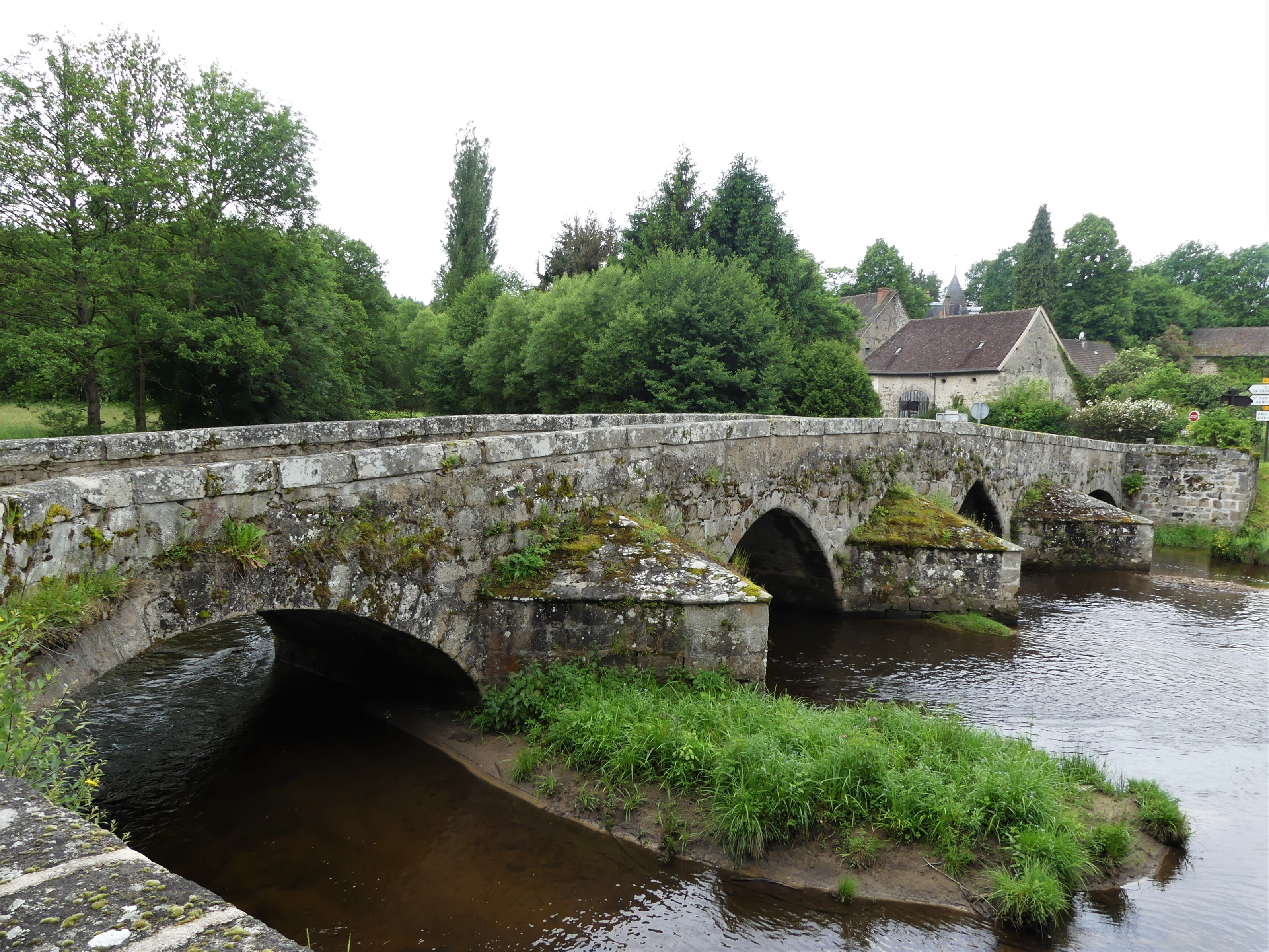
Le pont Roby, situé sur la route départementale 992 (ex-route nationale 692) à Felletin et inscrit monument historique.

### Infrastructures routières
Les principaux axes routiers du département sont l'autoroute A20 — qui fait une brève incursion dans le département à proximité de La Souterraine — et la route nationale 145, qui sont toutes deux à 2x2 voies et d'usage gratuit. La RN 145 est un maillon de la Route Centre Europe Atlantique et accueille à ce titre un important trafic de poids lourds.

### Transport collectif de voyageurs
La Creuse est desservie par le réseau des cars régionaux Nouvelle-Aquitaine, qui compte une douzaine de lignes (hors transport scolaire).

## Transport ferroviaire

### Historique

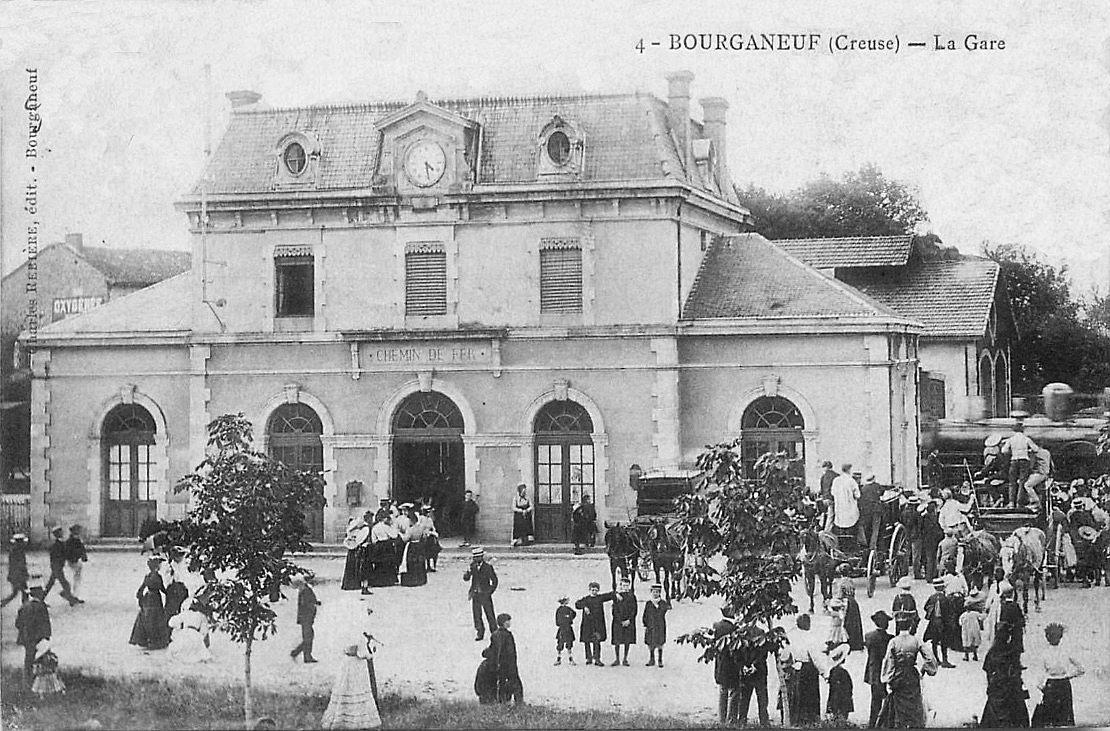
La gare de Bourganeuf au début du XXe siècle. Aucun train de voyageurs ne dessert cette gare depuis 1939.

La première ligne de chemin de fer a ouvert dans le département en 1856, entre Argenton-sur-Creuse et Limoges via La Souterraine ; elle prolonge depuis Argenton une ligne arrivant de Paris. La préfecture guéret sera atteinte en 1864 par la ligne de Montluçon à Saint-Sulpice-Laurière. Le réseau d’intérêt général a principalement été développé par la Compagnie du chemin de fer de Paris à Orléans (PO).
À la veille de la Première Guerre mondiale, le chemin de fer atteint son apogée dans le département : il dessert notamment Aubusson, Auzances, Bonnat, Bourganeuf, Boussac, Dun-le-Palestel, Évaux-les-Bains, Felletin, Guéret et La Souterraine. Le réseau d'intérêt général reste moins dense que dans des départements plus industrialisés, et la Creuse est l'un des seuls départements de métropole à n'avoir jamais connu aucune chemins de fer d’intérêt local.
La ligne des Aubrais - Orléans à Montauban-Ville-Bourbon est l'une des premières grandes radiales électrifiées en France, dès 1935 dans la Creuse. Mais les lignes secondaires ferment progressivement, dès la veille de la Seconde Guerre mondiale pour certaines et jusqu'aux années 1970. En 2008, la ligne de Montluçon à Eyrurande-Merlines, qui desservait l'est du département, ferme à son tour.
|                                             |
| Le réseau ferroviaire à son apogée en 1930. |

|                                     |
| Le réseau ferroviaire de nos jours. |

|                                                    |
| Carte animée de l’évolution du réseau ferroviaire. |

### Situation actuelle

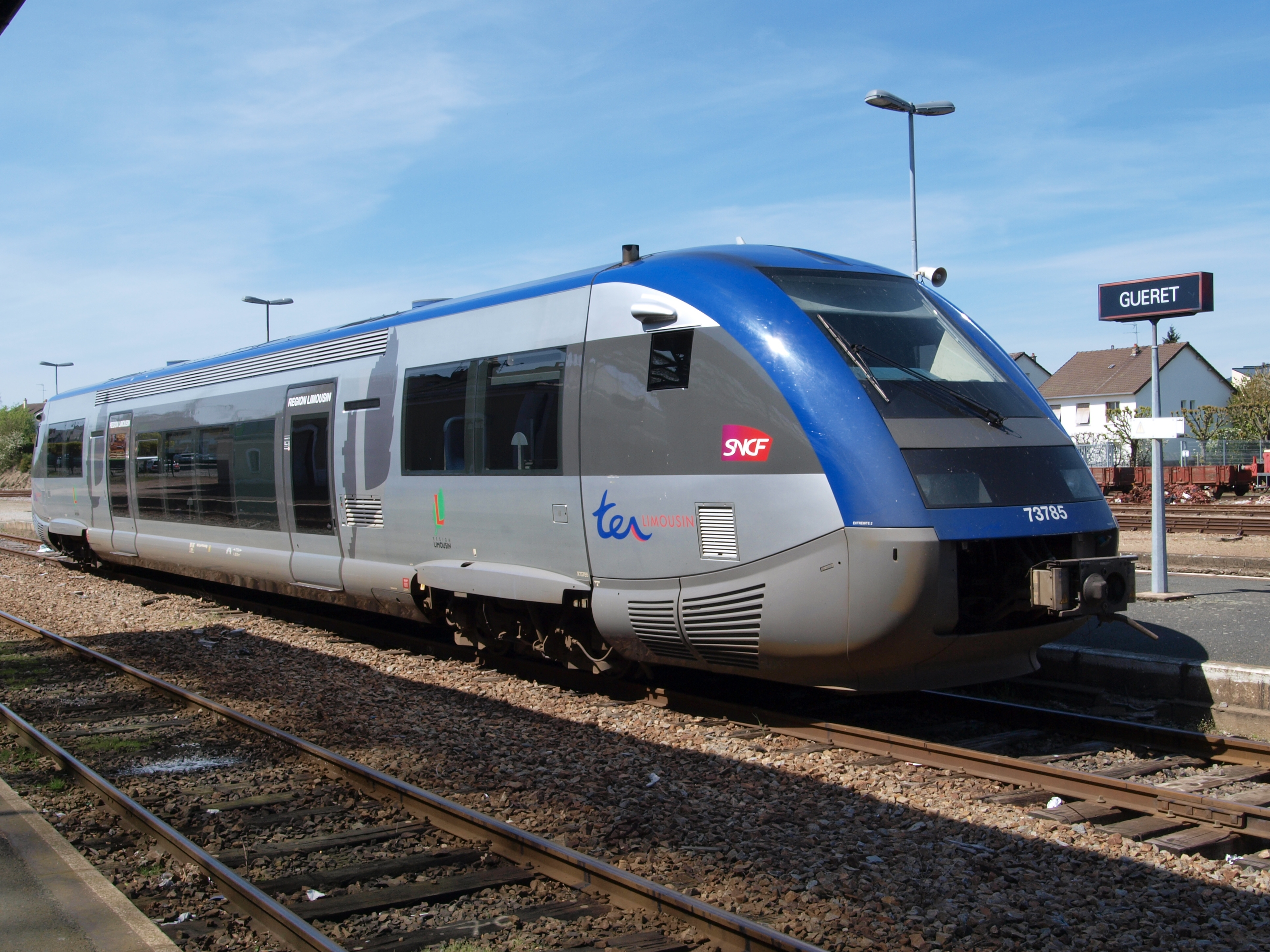
Un autorail X 73500 du réseau TER Limousin (aujourd'hui TER Nouvelle-Aquitaine) en gare de Guéret en 2013.

La fréquentation des trains est faible dans la Creuse : les deux principales gares de voyageurs, La Souterraine et Guéret, ont une fréquentation annuelle respective de seulement 191 000 et 79 000 voyageurs en 2019, et aucune autre gare n'accueille plus de 7 000 voyageurs.
Le principal axe ferroviaire du département est la ligne des Aubrais - Orléans à Montauban-Ville-Bourbon, dite « POLT » (pour Paris-Orléans-Limoges-Toulouse). Cette ligne à double voie électrifiée relie notamment La Souterraine à Paris.
En-dehors de la ligne POLT, seules la ligne de Montluçon à Saint-Sulpice-Laurière, par Guéret, et son antenne de Busseau à Felletin, toutes deux à voie unique non électrifiée, conservent un trafic voyageurs jusqu'à nos jours.

## Transport aérien
Il n'y a aucun aéroport dans la Creuse. L'aérodrome de Guéret - Saint-Laurent et l'aérodrome de Montluçon Guéret (ce dernier a connu pendant certaines périodes un faible trafic de vols réguliers) sont aujourd'hui principalement destinés à l'aviation légère de loisirs et de tourisme.

## Transports en commun urbains et périurbains

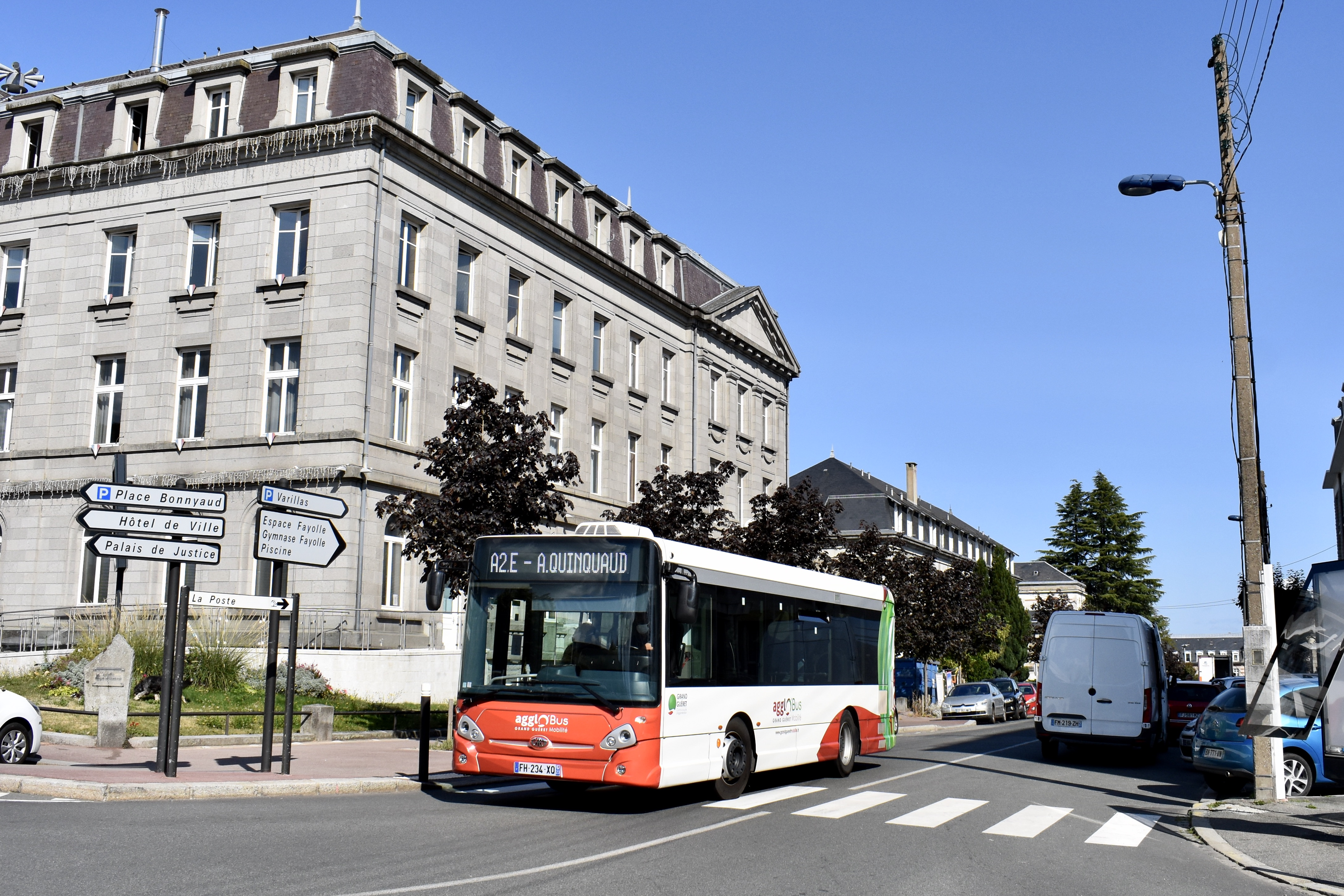
Un autobus Heuliez GX 137 du réseau AggloBus de Guéret.

La communauté d'agglomération du Grand Guéret est la seule autorité organisatrice de la mobilité du département. Elle organise dans son ressort territorial un réseau de 7 lignes régulières d'autobus et minibus, complété par du transport à la demande, sous le nom d'AggloBus.

## Modes actifs
Le département est traversé par plusieurs voies vertes, véloroutes et sentiers de grande randonnée.